# Hydrotaea wittei
Hydrotaea wittei är en tvåvingeart som beskrevs av Zielke 1971. Hydrotaea wittei ingår i släktet Hydrotaea och familjen husflugor.
Artens utbredningsområde är Kongo. Inga underarter finns listade i Catalogue of Life.